# Adventure (Album)
Adventure ist das zweite Studioalbum der New Yorker Rockband Television.

## Hintergrund
Das Album wurde zwischen September und November 1977 in New York City eingespielt und im April 1978 auf dem Label Elektra Records veröffentlicht. Es wurde nicht so hymnisch gelobt wie der Vorgänger Marquee Moon, jedoch ebenfalls positiv rezensiert. In den Vereinigten Staaten war es abermals ein kommerzieller Misserfolg. In Großbritannien hingegen stieg das Album bis auf Platz 7 der nationalen Albencharts. Foxhole, Glory und  Ain't That Nothin’ wurden als Singles ausgekoppelt. Es war die letzte Veröffentlichung, bevor die Band sich trennte und erst 1992 wieder zusammenkam.
Adventure wurde von Elektra 1988 auf CD veröffentlicht und erschien in einer Version mit vier Bonustracks.

## Titelliste
Alle Songs außer Days stammen aus der Feder von Tom Verlaine.
Seite 1
1. Glory – 3:11
2. Days (T. Verlaine, Richard Lloyd) – 3:14
3. Foxhole – 4:48
4. Careful – 3:18
5. Carried Away – 5:14
Seite 2
6. The Fire – 5:56
7. Ain’t That Nothing – 4:52
8. The Dream’s Dream – 6:44
CD-Bonustracks
9. Adventure – 5:38
10. Ain’t That Nothing – 3:55 (Single-Version)
11. Glory – 3:39 (frühe Version)
12.  Ain’t That Nothing – 9:47 (instrumentale Version)

## Rezeption
Das zweite Album von Television erhielt gute Kritiken, konnte jedoch nicht an die überschwänglichen Rezensionen des Debütalbums Marquee Moon anknüpfen. So bewertet Mark Deming von Allmusic Adventure als bei jedem Maßstab „großartige Platte“, aber nicht als Meisterwerk („It’s not quite a masterpiece, but it’s a brilliant record by any yardstick.“). Während Marquee Moon heute in vielen Bestenlisten vertreten ist, blieb dies dem Nachfolger verwehrt.